# Ficimia hardyi
Ficimia hardyi är en ormart som beskrevs av den amerikanske herpetologen Hobart Muir Smith och Mendoza-Quijano 1993. Ficimia hardyi ingår i släktet Ficimia, och familjen snokar. IUCN kategoriserar arten globalt som starkt hotad. Inga underarter finns listade.

## Utbredning
Arten är endemisk och finns i Sierra Madre i östra Mexico. Den är känd endast från två lokaler, Zoquizoqipan i Hidalgo och Guadalcazar i San Luis Potosi. Den påträffas i bergstrakter på mellan 1200 och 1800 meter. 

## Habitat
Ficimia hardyi lever under jord i klippiga områden. Den är anpassad för vattenbrist och trivs bland xerofyter och enskog. På grund av vägbyggen och att områdena med lämplig vegetation blivit sällsynta har arten svårt att sprida sig till nya lämpliga områden. 